# Polyodaspis tarsalis
Polyodaspis tarsalis är en tvåvingeart som först beskrevs av Frey 1923.  Polyodaspis tarsalis ingår i släktet Polyodaspis och familjen fritflugor. Inga underarter finns listade i Catalogue of Life.